# Paull
Paull – wieś w Anglii, w hrabstwie East Riding of Yorkshire. Leży 8 km na południowy wschód od miasta Hull i 246 km na północ od Londynu. W 2001 miejscowość liczyła 765 mieszkańców.